# Unternehmen Kugelblitz
Das Unternehmen Kugelblitz war eine Operation der deutschen Wehrmacht zur Partisanenbekämpfung, mit Unterstützung von kroatischen Ustascha-Truppen und serbisch-nationalistischen Tschetnik-Verbänden. Die Operation fand zwischen dem 2. und 16. Dezember 1943 statt.
„Kugelblitz“ war die wichtigste Teiloperation einer Serie von Offensiven der 2. Panzerarmee, die in der jugoslawischen Nachkriegshistoriographie als sechste feindliche Offensive bekannt wurde. Dazu gehörten auch die Unternehmen „Schneesturm“, „Waldrausch“ und „Emil“.

## Vorgeschichte
Seit dem Balkanfeldzug (April 1941) war das Königreich Jugoslawien in mehrere Besatzungszonen der Achsenmächte geteilt, gegen die sich verschiedene Gruppen wie die kommunistische Volksbefreiungsarmee oder die serbisch-nationalistische Tschetnik-Bewegung erhoben, die sich auch gegenseitig bekämpften.
Der Waffenstillstand von Cassibile, mit dem Italien am 9. September 1943 das Bündnis mit dem NS-Staat aufgab, verstärkte in Jugoslawien massiv die Position der Volksbefreiungsarmee. Mehrere italienische Großverbände stellten ihr Personal oder zumindest ihr Material freiwillig den Partisanen zur Verfügung, um die Entwaffnung durch die Deutschen und die Kroaten zu verhindern.
Ebenfalls im Dezember führte die Wehrmacht das Unternehmen „Ziethen“ (4. – 12. Dezember) im herzegowinisch-dalmatinischen Grenzgebiet sowie das Unternehmen „Panther“ (ab 7. Dezember) in den Waldgebieten Westkroatiens durch. Gleichzeitig gab es zum Jahreswechsel 1943/44 auch mehrere deutsche Landungsoperationen im dalmatinischen Küstenland („Delphin“, „Herbstgewitter II“, „Herbstgewitter III“, „Haifisch II“, „Morgenwind“, „Herbstgewitter IV“), um von den Partisanen kontrollierte kroatische Inseln zu erobern.

### Vorbereitungen auf Kugelblitz
Die Deutschen konnten den im November erfolgten Abmarsch des III. SS-Panzerkorps an die Ostfront nur unzureichend ausgleichen. Neu zugeführte Verbände wie die 181. Infanterie-Division, 264. Infanterie-Division oder 1. Kosaken-Division waren nicht gut ausgerüstet. Dazu kamen als Verstärkungen zwei neue Divisionen in Aufstellung (277. Infanterie-Division, 367. Infanterie-Division) und, angekündigt für Dezember, die für jugoslawische Verhältnisse durchaus kampfstarke 371. Infanterie-Division. Die Divisionen 277, 367 und 371 stellten jedoch nur Leihgaben des OKW dar, die lediglich den Winter 1943/44 überbrücken sollten und bis Ende März 1944 vollständig an andere Fronten verlegt wurden. Im Januar 1944 erfolgte noch der Abmarsch der 114. Jägerdivision, an deren Stelle lediglich eine dritte Legionsdivision, die 392. (kroatische) Infanterie-Division, trat, die allerdings einen ähnlich zweifelhaften Kampfwert hatte wie ihre beiden Schwesterdivisionen 369 und 372. Insgesamt ergab sich für die 2. Panzerarmee eine Situation, wo sich der Dezember 1943 für Operationen anbot, da die Wegnahme der drei Divisionen durch das OKW die Armee erneut stark schwächen würde.

## Unternehmen Kugelblitz
„Kugelblitz“ begann am 2. Dezember 1943.
Für „Kugelblitz“ sollten, wie schon bei der Schlacht an der Sutjeska im Mai/Juni 1943, die beiden gebirgsfähigen Divisionen, 7. SS-Division „Prinz Eugen“ und die 1. Gebirgs-Division, die Hauptlast der Kämpfe in Ostbosnien tragen. Dazu sollten sie unterstützt werden von der 369. Infanterie-Division und dem Grenadierregiment 92 im Westen, von der 187. Reserve-Division im Norden, und der bulgarischen 24. Division sowie Teilen eines deutschen Polizeiregiments und des Russischen Schutzkorps im Osten.
„Prinz Eugen“ und die 1. Gebirgs-Division stießen aus ihren Ausgangsstellungen in der Herzegowina bzw. im Sandžak vor, um östlich von Sarajevo einen Kessel zu bilden, in dem das II. Korps mit der 2. und 5. Division sowie das III. Korps mit der 5., 17. und 27. Division eingeschlossen werden sollten. Am ersten Tag konnten die Deutschen mit den Brandenburgern in der Speerspitze die Brücke über den Fluss Lim bei Prijepolje intakt erobern und dabei zwei verteidigende Brigaden praktisch komplett vernichten. Die 1. Gebirgs-Division und das Brandenburger-Regiment eroberten am 5. Dezember Nova Varoš und am 6. Dezember Pljevlja.
Dies blieb jedoch der einzige Erfolg für die Achsenmächte; das II. Korps konnte sich aus der Umklammerung lösen, bevor die 1. Gebirgs-Division am 7. Dezember den Anschluss an den linken Flügel der Division „Prinz Eugen“ fand. Das III. Korps, welches zunächst erfolglos die Überwindung der Drina versucht hatte, setzte sich in der Nacht des 15./16. Dezember ab und schlich sich bei Han Pijesak unbemerkt durch die Sperrlinie der 187. Reserve-Division. Insgesamt zählten die Achsenmächte 2926 Feindtote, 1604 erbeutete Gewehre und 107 erbeutete Maschinengewehre. Hitler war in Berlin über den erfolgreichen Abmarsch der Volksbefreiungsarmee sehr verärgert.

## Folgeoperationen

### Unternehmen Schneesturm
Noch während „Kugelblitz“ begannen die Vorbereitung für das Unternehmen „Schneesturm“, welches vom 18. bis zum 27. Dezember durchgeführt wurde und damit praktisch lückenlos auf „Kugelblitz“ folgte.
Ziel war es, die Kräfte von „Kugelblitz“ jetzt gegen die in Ostbosnien operierenden 12. und 16. Division der Volksbefreiungsarmee zu richten, diese nach Westen abzudrängen und dann jenseits der Bosna zu vernichten. Diesmal versuchten die Deutschen den Ansatz, statt einer großen Umkesselung auf der operativen Ebene lieber Einkreisungen auf der taktischen Ebene zu versuchen und sich statt auf Divisionen eher auf Bataillone oder Regimenter des Gegners zu konzentrieren. Bis zum 25. Dezember gelang es den Deutschen, große Teile der 5. und der 27. Division zwischen Vares und Kakanj einzukesseln, doch die Partisanen schafften bereits in der Nacht des 25./26. Dezembers den Durchbruch nach Nordosten bzw. Südwesten. Die 5. und 27. Division sammelten sich daraufhin in der Romanija, ohne dass die Deutschen, die das Gebiet eigentlich säubern wollten, sie daran gehindert hätten. Ein Teilerfolg gelang lediglich bei einer Schlacht um Banja Luka, welches zwischen dem 31. Dezember und 2. Januar von sechs Bataillonen der Volksbefreiungsarmee angegriffen wurden, um das III. Korps zu entlasten. Banja Luka wurde von den Achsenmächten erfolgreich verteidigt.
Letztlich wurde Schneesturm deutscherseits auch deshalb am 27. Dezember abgebrochen, um dem straffen Zeitplan der Achsenmächte Genüge zu tun und die Operationskräfte für die nächsten Aktionen freizumachen.

### Unternehmen Waldrausch
Anfang Januar ließen die Deutschen auf ihre Operationen „Kugelblitz“ und „Schneesturm“ (Dezember 1943) auch das Unternehmen „Waldrausch“ folgen.
Das Ziel von Waldrausch war es, eine größere Gruppierung der Volksbefreiungsarmee (1., 6., 11. Division) im Raum Mrkonjić Grad–Travnik–Kupres–Glamoč zu attackieren und an einem befürchteten Vorstoß nach Montenegro zu hindern. Hierbei sollten die beiden Gebirgsdivisionen (1. Gebirgs-Division, Division Prinz Eugen) durch einen weit ausholenden Angriff aus dem Raum südlich von Doboj und Kakanj sowie über die Linie Jajce–Travnik–Busovaca die Partisanen im Vrbas-Tal umzingeln und vernichten. Die beiden Divisionen wurden von zwei motorisierten Regimentern am rechten Flügel der 1. Gebirgs-Division sowie von drei Kampfgruppen im Südosten des Kampfgebiets unterstützt, um Ausbruchsversuche des Gegners zu vereiteln. Zur Deckung der rechten Flanke der Operation führten die 187. Reserve-Division und eine Brigade der 1. Kosakendivision das „Unternehmen Napfkuchen“ durch. Letztlich scheiterte Waldrausch an der mangelnden Sicherung der linken Flanke, da von dort vorzeitig die Truppen der 114. Jägerdivision sowie auf der rechten Flanke eines der motorisierten Regimenter abgezogen wurden. Anders als bei „Kugelblitz“ und „Schneesturm“ kam es bei Waldrausch aber nicht einmal zu einer näheren Umklammerung der Partisanen, aus der sich diese dann befreiten, sondern zu einer schlichten Drehung der Volksbefreiungsarmee, die dem deutschen Angriff den Rücken kehrte und mit der 1. und 11. Division schlicht in die andere Richtung marschierte. Am 9. Januar überquerten die beiden Divisionen die Straße Travnik–Jajce im Rücken der Wehrmacht erneut und standen jetzt im Rücken der Verfolger.
Bei Waldrausch zählten die Deutschen 1162 Feindtote und 295 Gefangene, was weit hinter den Erwartungen zurückblieb. Das wichtigste greifbare Ergebnis war die Eroberung von Jajce, wodurch Tito seine Hauptstadt verlor.

### Unternehmen Emil
Am 23. Januar leitete die 1. Gebirgs-Division das Unternehmen „Emil“ ein, welches das Ende des Winterfeldzugs der 2. Panzerarmee markierte. Westlich von Knin schafften es die Deutschen, der 19. Division der Volksbefreiungsarmee Verluste zuzufügen. Nach dem Unternehmen „Emil“, welches spätestens am 10. Februar beendet wurde, wurde die 1. Gebirgs-Division nach Ungarn verlegt und verließ damit den jugoslawischen Kriegsschauplatz.

## Beteiligte Verbände

### Bulgarien
Die 24. Division des bulgarischen Heeres war an der östlichen Sicherungslinie für „Kugelblitz“ beteiligt.

### Deutschland
Die beiden wichtigsten deutschen Großverbände waren die Hochgebirgsdivisionen, die 1. Gebirgs-Division und die 7. SS-Freiwilligen-Gebirgs-Division „Prinz Eugen“. Ab Dezember 1943 stand die vergleichsweise hochwertige 371. Infanterie-Division zur Verfügung. Eine der kroatischen „Legionsdivisionen“, die 369. (kroatische) Infanterie-Division, war an den Operationen ebenfalls beteiligt. Die zwischen November und Dezember neu zugeführten oder neu aufgestellten Verbände (1. Kosaken-Division, 181. Infanterie-Division, 264. Infanterie-Division, 277. Infanterie-Division, 367. Infanterie-Division) waren hingegen weniger kampfstark. Die 114. Jäger-Division wurde im Januar 1944 aus Jugoslawien abberufen, wobei der Ersatz, die 392. (kroatische) Infanterie-Division, eine deutliche Verminderung des Kampfwerts darstellte. Die 187. Reserve-Division war ebenfalls ein kampfschwacher Großverband, der für Besatzungsaufgaben zur Verfügung stand. Außerdem nutzten die Deutschen während den Operationen das aus Emigranten aufgestellte Russische Schutzkorps.

### Tschetniks
Die Tschetnik-Gruppe Rasina–Toplica unterstützte während „Kugelblitz“ die Achsenmächte.

### Volksbefreiungsarmee
Zu den Truppen der Volksbefreiungsarmee, die während des Operationszyklus eine Rolle spielten, gehörte das II. Korps (2. Division, 5. Division), das III. Korps (17. Division, 27. Division), die 1. Division, die 6. Division, die 11. Division sowie die 19. Division.

## Verluste
Das Oberkommando der Wehrmacht rechnete bei geringen deutschen Verlusten (110 Gefallene, 201 Verwundete, 133 Vermisste) mit nicht weniger als 30.000 Verlusten der Volksbefreiungsarmee. Die große Disparität zwischen eigenen und gegnerischen Verlusten weist einerseits auf übertriebene Abschusszahlen durch unterstellte Verbände, andererseits auf Erschießungen von Zivilisten hin.

## Kriegsverbrechen
Während „Kugelblitz“ beging das Regiment 28 der 13. SS-Division „Handschar“ in mindestens 23 Ortschaften in Ostbosnien Massaker mit jeweils zwischen 14 und 240 Opfern, wobei insgesamt mindestens 1124 Menschen ermordet wurden. Davon entfielen 240 Mordopfer auf das Dorf Morovići, 170 auf Berkasovo, 141 auf Donja Trnova, 92 auf Srednjem Zabrdu, 40 auf Vršane, 40 auf Bukovica Donja, 26 auf Batrovce, 30 auf Tutnjevac, 18 auf Tobut, 17 auf Bačinci, 15 auf Grk, 7 auf Ugljevik, zusammen 55 auf Donje und Srednje Dragaljevce sowie zusammen 218 auf die vier Ortschaften Lopare, Jablanica, Mačkovca und Vukasvaca. Weitere betroffene Ortschaften ohne exakte Mordopferzahlen waren Čadjavice, Glogovac, Gornje, und Modran.

## Nachwirkung
Im Kriegstagebuch des Oberkommandos der Wehrmacht wurde Enttäuschung über die mangelnden Ergebnisse der großen Anti-Partisanen-Operationen des Jahres 1943 (Weiß, Schwarz, Kugelblitz) vermerkt: „Der eigene Kräfteeinsatz stellte die bisher größte im Kampf gegen die Aufständischen unternommene Kraftanstrengung dar. Der Erfolg entsprach jedoch wieder nicht voll den Erwartungen, da es Teilen der Tito-Kräfte dank ihrer besseren Geländekenntnis gelang, sich der Einkesselung zu entziehen.“
Die Operationen „Kugelblitz“ und „Schneesturm“ sowie der zwischen Dezember 1943 und Februar 1944 durchgeführte Operationszyklus „Herbstgewitter“ gegen die Insel Korčula wurden in der jugoslawischen Deutung der Nachkriegszeit gemeinsam zur „sechsten feindlichen Offensive“ gegen die Partisanen kombiniert.